# فرد فوروارد
فرد فوروارد (انگلیسی: Fred Forward؛ ۸ سپتامبر ۱۸۹۹ – ۱۹۷۷ (۷۷−۷۸ سال)) بازیکن فوتبال اهل بریتانیا بود.
از باشگاه‌هایی که در آن بازی کرده‌است می‌توان به باشگاه فوتبال مارگیت، باشگاه فوتبال کریستال پالاس، باشگاه فوتبال پورتسموث، باشگاه فوتبال بث سیتی، باشگاه فوتبال نیوپورت کانتی، و باشگاه فوتبال هال سیتی اشاره کرد.